# مانجو-جی
مانجو-جی (به ژاپنی: 万寿寺 Manju-ji) یک معبد متعلق به فرقه رینزای، آیین بودایی در هیگاشی‌یاما، کیوتو، کیوتو، استان کیوتو در ژاپن است.